# ホセ・ラミレス (投手)
ホセ・アルタグラシア・ラミレス（José Altagracia Ramírez, 1990年1月21日 - ）は、ドミニカ共和国サン・クリストバル州ヤグアテ出身のプロ野球選手（投手）。現在はFA。愛称はラミ。

## 経歴

### プロ入りとヤンキース時代
2008年にニューヨーク・ヤンキースと契約してプロ入り。契約後、傘下のルーキー級ドミニカン・サマーリーグ・ヤンキースでプロデビュー。12試合（先発10試合）に登板して0勝3敗、防御率4.15、39奪三振を記録した。
2009年はルーキー級ガルフ・コーストリーグ・ヤンキース、A+級タンパ・ヤンキースでプレー。ルーキー級ガルフ・コーストリーグでは11試合（先発10試合）に登板し、6勝0敗、防御率1.48、53奪三振を記録した。
2010年はA級チャールストン・リバードッグスでプレーし、22試合（先発21試合）に登板して6勝5敗、防御率3.60、105奪三振を記録した。
2011年はA+級タンパで開幕を迎え、6試合に登板したが、0勝5敗、防御率8.14と結果を残せず、5月にA級チャールストンへ降格。A級チャールストンでは15試合に先発登板して5勝7敗、防御率4.90、74奪三振を記録した。
2012年はA+級タンパでプレーし、21試合（先発18試合）に登板して7勝6敗、防御率3.19、94奪三振を記録した。オフの11月20日にヤンキースとメジャー契約を結び、40人枠入りした。
2013年はAA級トレントン・サンダーで開幕を迎えた。9試合（先発8試合）に登板して1勝3敗、防御率2.76、50奪三振を記録した。6月14日にAAA級スクラントン・ウィルクスバリ・レイルライダースへ昇格。AAA級スクラントン・ウィルクスバリでは8試合に先発登板して1勝3敗、防御率4.88、28奪三振を記録した。
2014年はAAA級スクラントン・ウィルクスバリで開幕を迎え、5月18日にメジャーへ昇格したが、登板の機会が無いまま同日にAAA級スクラントン・ウィルクスバリへ降格した。6月4日にメジャーへ再昇格し、同日のオークランド・アスレチックス戦でメジャーデビュー。同点の7回表から登板したが、2番目の打者のジョシュ・ドナルドソンに本塁打を打たれ、これが決勝点となり、メジャー初黒星を喫した。8試合目の登板となった6月30日のタンパベイ・レイズ戦では、同点の延長12回表から登板したが、ローガン・フォーサイスから勝ち越しとなる安打を打たれ2敗目を喫し、翌日の7月1日にAAA級スクラントン・ウィルクスバリへ降格した。この年メジャーでは8試合に登板して0勝2敗、防御率5.40、10奪三振を記録した。
2015年、ヤンキースでは3試合に投げたが、防御率15.00と大炎上した。

### マリナーズ時代
2015年7月30日にダスティン・アクリーとのトレードで、ラモン・フローレスと共にシアトル・マリナーズへ移籍した。マリナーズ移籍後は5試合に投げ、メジャー初勝利を挙げたものの、防御率は移籍前に続いて10.00超えとなる11.57だった。2015年の通算では、8試合の登板で1勝0敗であり、防御率は12.91という成績だった。

### ブレーブス時代
2015年12月4日に後日発表選手と金銭のトレードで、アトランタ・ブレーブスへ移籍した。
2016年は開幕から2試合に登板したが、投球回2、失点・自責点6、防御率27.00と振るわず、4月11日にDFAとなった。その後は40人枠を外れる形で傘下のAAA級グウィネット・ブレーブスへ配属され、6月30日のルイビル・バッツ戦では継投でのノーヒットノーランを達成した試合を3番手として締め括った。7月28日にメジャー契約を結んで再びアクティブ・ロースター入りした。9月14日のマイアミ・マーリンズ戦でホセ・フェルナンデスに対して危険球を投げ乱闘に発展し、退場処分を受けた。MLBはラミレスに3試合の出場停止と罰金の処分を科した。なおラミレスはこの処分に対し異議を申し立てたが認められず、9月22日から出場停止となった。この年は33試合に登板して2勝2敗、防御率3.58、WHIP1.35という、まずまずの成績を記録。また、高い三振奪取能力を誇り奪三振率9.1をマークしたが、制球難も残り、与四球率は5.0だった。
2017年は68試合に登板して2勝3敗、防御率3.19、56奪三振、リーグ最多の27ホールドを記録した。
2018年は7試合に登板して0勝2敗、防御率17.05、7奪三振を記録した。オフの10月31日に40人枠外となり、11月2日にFAとなった。

### 米独立リーグ時代
2020年2月5日にアトランティックリーグのシュガーランド・スキーターズと契約を結んだ。ただ、新型コロナウイルス感染症の世界的流行が原因でアトランティックリーグのシーズンが行われなかったため、試合出場がなく2020年度シーズン後FAとなった。

## 詳細情報

### 年度別投手成績
| 年 度    | 球 団    | 登 板 | 先 発 | 完 投 | 完 封 | 無 四 球 | 勝 利 | 敗 戦 | セ 丨 ブ | ホ 丨 ル ド | 勝 率 | 打 者 | 投 球 回 | 被 安 打 | 被 本 塁 打 | 与 四 球 | 敬 遠 | 与 死 球 | 奪 三 振 | 暴 投 | ボ 丨 ク | 失 点 | 自 責 点 | 防 御 率 | W H I P |
| -------- | -------- | ----- | ----- | ----- | ----- | -------- | ----- | ----- | -------- | ----------- | ----- | ----- | -------- | -------- | ----------- | -------- | ----- | -------- | -------- | ----- | -------- | ----- | -------- | -------- | ------- |
| 2014     | NYY      | 8     | 0     | 0     | 0     | 0        | 0     | 2     | 0        | 0           | .000  | 49    | 10.0     | 11       | 2           | 7        | 0     | 2        | 10       | 0     | 0        | 6     | 6        | 5.40     | 1.80    |
| 2015     | NYY      | 3     | 0     | 0     | 0     | 0        | 0     | 0     | 0        | 0           | ---   | 20    | 3.0      | 6        | 0           | 4        | 0     | 1        | 2        | 3     | 0        | 5     | 5        | 15.00    | 3.33    |
| 2015     | SEA      | 5     | 0     | 0     | 0     | 0        | 1     | 0     | 0        | 0           | 1.000 | 32    | 4.2      | 9        | 0           | 6        | 1     | 2        | 3        | 0     | 0        | 9     | 6        | 11.57    | 3.21    |
| '15計    | SEA      | 8     | 0     | 0     | 0     | 0        | 1     | 0     | 0        | 0           | 1.000 | 52    | 7.2      | 15       | 0           | 10       | 1     | 3        | 5        | 0     | 0        | 14    | 11       | 12.91    | 3.26    |
| 2016     | ATL      | 33    | 0     | 0     | 0     | 0        | 2     | 2     | 0        | 3           | .500  | 143   | 32.2     | 26       | 2           | 18       | 4     | 4        | 33       | 3     | 0        | 16    | 13       | 3.58     | 1.35    |
| 2017     | ATL      | 68    | 0     | 0     | 0     | 0        | 2     | 3     | 0        | 27          | .400  | 258   | 62.0     | 45       | 9           | 29       | 1     | 5        | 56       | 1     | 0        | 26    | 22       | 3.19     | 1.19    |
| 2018     | ATL      | 7     | 0     | 0     | 0     | 0        | 0     | 2     | 0        | 0           | .000  | 38    | 6.1      | 9        | 0           | 8        | 2     | 2        | 7        | 0     | 0        | 12    | 12       | 17.05    | 2.68    |
| MLB：5年 | MLB：5年 | 124   | 0     | 0     | 0     | 0        | 5     | 9     | 0        | 30          | .357  | 540   | 118.2    | 106      | 13          | 72       | 8     | 16       | 111      | 7     | 0        | 74    | 64       | 4.85     | 1.50    |

- 2020年度シーズン終了時
- 各年度の太字はリーグ最高

### 年度別守備成績
| 年 度 | 球 団 | 投手（P） | 投手（P） | 投手（P） | 投手（P） | 投手（P） | 投手（P） |
| 年 度 | 球 団 | 試 合     | 刺 殺     | 補 殺     | 失 策     | 併 殺     | 守 備 率  |
| ----- | ----- | --------- | --------- | --------- | --------- | --------- | --------- |
| 2014  | NYY   | 8         | 0         | 0         | 0         | 0         | ----      |
| 2015  | NYY   | 3         | 0         | 0         | 0         | 0         | ----      |
| 2015  | SEA   | 5         | 0         | 0         | 0         | 0         | ----      |
| '15計 | SEA   | 8         | 0         | 0         | 0         | 0         | ----      |
| 2016  | ATL   | 33        | 0         | 1         | 0         | 0         | 1.000     |
| 2017  | ATL   | 68        | 2         | 6         | 0         | 1         | 1.000     |
| 2018  | ATL   | 7         | 0         | 0         | 1         | 0         | .000      |
| MLB   | MLB   | 124       | 2         | 7         | 1         | 1         | .900      |

- 2020年度シーズン終了時

### 背番号
- 63（2014年）
- 65（2015年 - 同年途中）
- 31（2015年途中 - 同年終了）
- 36（2016年 - 同年途中）
- 40（2016年途中 - 同年終了）
- 52（2017年 - 2018年）